# My Night with Reg
My Night with Reg è un'opera teatrale di Kevin Elyot debuttata al Royal Court Theatre nel 1994. La commedia ebbe grande successo e vinse il Laurence Olivier Award alla migliore opera teatrale.

## Trama
Guy è innamorato da anni di John; Daniel, il miglior amico di John e il ragazzo di Reg, incoraggia Guy a rivelare i propri sentimenti all'amato, ma quando lo sta per fare John dice a Guy di aver una relazione segreta da nove mesi con Reg. Quando Reg, alcuni mesi dopo, muore di AIDS, si scopre che è andato a letto con moltissimi uomini all'insaputa di Daniel; Eric, l'imbianchino, incoraggia Guy a dire a John che lo ama, ma l'occasione gli sfugge ancora una volta. Poco dopo Guy muore di AIDS, contratta con un rapporto sessuale violento e non protetto a Lanzarote, e lascia tutto in eredità a John.

## Produzioni
Roger Michell diresse la prima produzione della pièce, debuttata al Royal Court Theatre il 31 marzo 1994, con un cast composto da Anthony Calf (John), David Bamber (Guy), Joe Duttine (Eric), John Sessions (Daniel), Roger Frost (Bernie) e Kenneth MacDonald (Benny). Il Royal Court Theatre produsse il trasferimento della pièce nel West End, in scena al Criterion Theatre dal 15 novembre 1994 con lo stesso cast; il gruppo di attori lasciò la produzione il 13 maggio 1995, per poi essere sostituiti da: Richard Lintern (John), Jason Watkins (Guy), Scott Ransome (Eric), Richard Bonneville (Daniel) e Roger Sloman (Bernie). Nel 1995 di My Night With Raf vinse il Laurence Olivier Award alla miglior commedia ed il Laurence Olivier Award al miglior attore per la sua interpretazione nel ruolo di Guy.
La prima americana avvenne all'INTAR Theater di New York il 3 giugno 1997 con la regia di Jack Hofsiss. Facevano parte del cast: Maxwell Caulfield (John), Ron Bagden (Guy), Sam Trammell (Eric), Edward Hibbert (Daniel), David Cale (Bernie) e Joseph Siravo (Benny). La commedia drammatica restò in cartellone per cinquantaquattro repliche fino al 26 luglio.
Robert Hastie ha diretto il primo revival londinese della pièce, in scena alla Donmar Warehouse con anteprime dal 31 luglio e la prima il 5 agosto 2014; lo spettacolo restò in cartellone fino al 27 settembre. Il cast comprendeva: Julian Ovenden (John), Jonathan Broadbent (Guy), Lewis Reeves (Eric), Geoffrey Streatfeild (Daniel), Richard Cant (Bernie) e Matt Bardock (Benny). Dopo le repliche completamente sold out e le ottime recensioni ottenute alla Donmar Warehouse, My Night with Reg fu trasferito all'Apollo Theatre del West End londinese, con lo stesso cast. Le anteprime cominciarono il 17 gennaio, con la prima ufficiale fissata per il 23 gennaio; la pièce rimase in cartellone fino all'11 aprile 2015. My Night with Rag fu candidato al Laurence Olivier Award al miglior revival di un'opera teatrale, un premio che fu vinto dalla produzione di Ivo van Hove del dramma di Arthur Miller Uno sguardo dal ponte.